# シコルスキー S-92
シコルスキー S-92
- 用途：汎用/輸送ヘリコプター
- 製造者：シコルスキー・エアクラフト
- 初飛行：1998年12月23日
- 生産数：300機以上
- 運用開始：2004年
- 運用状況：運用中

シコルスキー S-92 (Sikorsky S-92) はアメリカ合衆国の航空機メーカー、シコルスキー・エアクラフト社が製作したヘリコプター。日本・ブラジル・スペイン・台湾の各企業が共同開発と分担生産に参加する国際共同事業でもある。1998年初飛行。

## 概要
19人乗りの大型汎用ヘリコプターであり、ヘリバスと通称される。技術的にはS-70から発展したものである。日本からは三菱重工業が参加し胴体部分の開発・製造を行っていた。胴体部分の製造はその後、インドの製造会社に移管されている。
1992年頃に構想が出され、1995年から本格開発が開始された。初飛行は1998年12月23日。アメリカ連邦航空局(FAA)の型式証明取得は2002年である。
主ローターの枚数は4枚であり、ローター先端には後退角と下半角が付けられ、振動低減と揚力向上を行っている。後部胴体左右には大型のスポンソンが設けられている。コックピットは並列複座で、グラスコックピットとなっている。
S-70が未だ軍用として大きな需要があることもあって開発は民間向けを優先されているが、軍用型も開発されている。

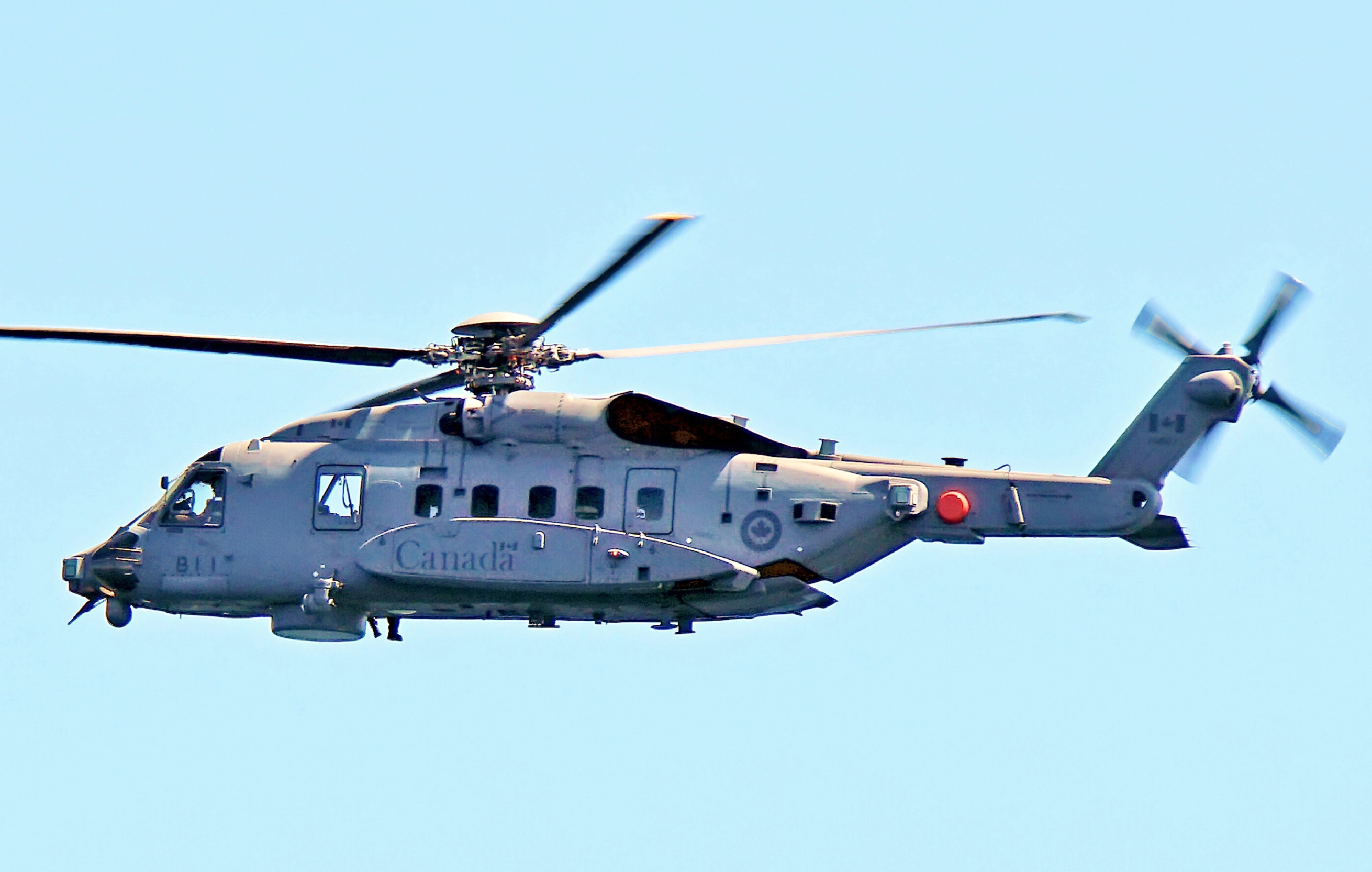
CH-148 サイクロン

カナダ軍の哨戒ヘリコプターCH-148 サイクロンとして2004年7月に採用が決定している。対潜装備をはじめとする武装も搭載され、28機が生産される。技術的な不具合により開発は遅延し、当初は2008年から納入開始予定だったが、2015年6月19日に初めて6機が納入される。
また、大韓民国は2005年に大統領専用ヘリとして採用しており、3機が導入された。韓国では他にも韓国海洋警察庁が2012年に捜索救難、緊急医療サービス、海洋警察任務、人員輸送に使用する多目的ヘリコプターとしてS-92を選定。1機目は2014年3月に納入、2機目が2017年に納入された。
アメリカ海兵隊の次期アメリカ合衆国大統領輸送ヘリコプターには、アグスタウェストランドのEH101を基にしたVH-71に選考で敗れる（後に価格高騰のためキャンセル）など、アメリカ軍での一括採用には至っていない。アメリカ空軍の次期救難捜索ヘリコプターにHH-47が採用されたが、シコルスキー社の異議を米会計監査院（GAO）が認めたため、再度S-92とHH-47との選考をやり直すことになった。
2014年5月7日、大統領専用ヘリコプター（コールサイン「マリーンワン」）の後継機の発注先を検討中だったアメリカ海軍は、シコルスキー・エアクラフトを選定したと発表した。これを受けてシコルスキーは、開発済のS-92をベースにFAA認証を受けるための技術開発機 (EMD) 2機、運用試験と評価用のシステム実証試作機 (SDTA) 4機、フライトシミュレータと整備訓練用シミュレータ各1基を2018年までに納入する。型式名VH-92として最終調達機数は21機の予定。

## 各型
S-92A
民間型。民間向け汎用輸送・旅客機型であり、通常19名の乗客を輸送できる。最大で乗客22名分のシートを設置できる。機内容積は広く、LD3コンテナを3個搭載できる。既存のS-92A型を改造し最大離陸重量を向上させたS-92A＋、新規製造時より高出力エンジンを装備し最大離陸重量を向上させながら拡大窓などを装備したS-92B型が開発されている
H-92
軍用型であり、愛称はスーパーホーク(Superhawk)。アメリカ軍向けにも提案され、エンジンは民間型CT7-8A(2,520shp)に対し、CT7-8C(3,070shp)に換装・強化されている。カナダ軍向けCH-148もH-92の発展型である。
VH-92
軍用型で愛称はパトリオット。アメリカ海兵隊が導入した大統領搭乗ヘリコプターであり、21機が製造、運用されている。

## 日本での運用

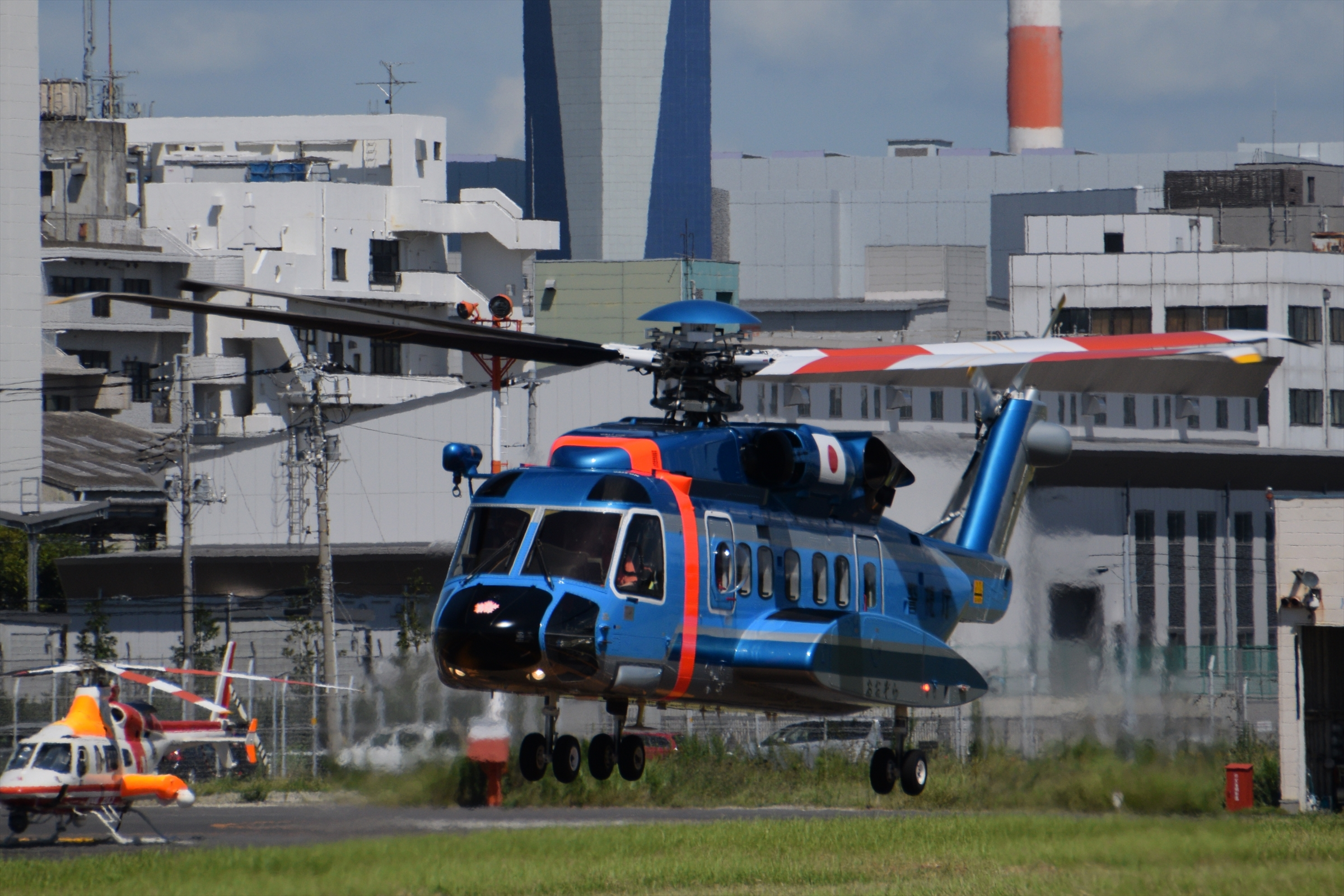
東京ヘリポートを離陸するJA02MP

警視庁航空隊がS-92Aを1機、2011年より運用していたが、2019年10月整備中に格納庫が台風被害を受け水没、その後修理作業を行わず2020年4月に退役している。

## 性能・主要諸元
- 仕様諸元[8]

- 乗員: 2名
- 積載量: 乗客19名と操縦席に支援員一名
- 全長: 56 ft 2 in (17.10 m)
- 主回転翼枚数: 4
- 主回転翼直径: 56 ft 4 in (17.17 m)
- 全高: 15 ft 5 in (4.71 m)
- 円板面積: 2,650 ft² (246 m²)
- 自重: 16,600 lb (7.53 t)
- 全備重量: 26,500 lb (12.02 t)
- 最大離陸重量: 28,300 lb (12.8 t)
- 発動機: ゼネラル・エレクトリック CT7-8C ターボシャフト, 3,000 shp (2,238 kW) 2基
- 胴体長: 56 ft 2 in (17.1 m)
- 胴体幅: 17 ft 3 in (5.26 m)

- 超過禁止速度: 165 knots=M0.25 (190 mph, 306 km/h)
- 巡航速度: 151 kt, 174 mph=M0.23 (280 km/h)
- 航続距離: 800 nmi (920 mi, 1,482 km) (internal fuel)
- 実用上昇高度: 13,780 ft (4,200 m)
- 円板荷重: 9.8 lb/ft² (48 kg/m²)
- 出力重量比: 4.4 lb/hp (2 kg/hp)